# Cerodontha calosoma
Cerodontha calosoma är en tvåvingeart som beskrevs av Friedrich Georg Hendel 1931. Cerodontha calosoma ingår i släktet Cerodontha och familjen minerarflugor. Arten är reproducerande i Sverige. Inga underarter finns listade i Catalogue of Life.